# Cara Horgan
Cara Horgan est une actrice  britannique, née le 5 octobre 1984, qui est apparue sur scène, à la télévision et dans des films.

## Carrière
Horgan est apparue dans plusieurs productions télévisées dont Peep Show, Traîtres, The Rotter's Club, Genius: Picasso et Jane Eyre.
Elle est apparue dans des films tels que Le Garçon au pyjama rayé, The Wedding Video, Armando Iannucci's La Mort de Staline and Désobéissance aux côtés de Rachel McAdams et Rachel Weisz.
Elle est apparue dans des vidéoclips pour le single Desire de Years & Years et la chanson I'll See You There des Chemical Brothers.
En 2008, Horgan est apparue dans Hedda, une version mise à jour moderne de Hedda Gabler, réalisée par Carrie Cracknell dans laquelle elle a joué le personnage principal avec des critiques favorables ; le critique Charles Spencer dans The Daily Telegraph a écrit qu'elle était « particulièrement bien en tant que Hedda glamour aux cheveux bob, ... utilisant le sexe ... comme un filet à crevettes ».
En 2009, elle est apparue dans une reprise de Krankheit der Jugend (Pains of Youth) de Ferdinand Bruckner, mis en scène par Katie Mitchell, au Royal National Theatre,,,. En 2010, elle apparaît dans Far Away de Caryl Churchill au Bristol Old Vic, réalisé par Simon Godwin,.
En 2011, elle joue dans The School for Scandal réalisé par Deborah Warner et écrit par Richard Brinsley Sheridan,.
De 2013 à 2015, elle a rejoint la compagnie de Secret Theatre de Sean Holmes, composée de dix membres, au Lyric Hammersmith,, qui a expérimenté des techniques d'improvisation vers le drame. Pour certaines performances, le nom d'un acteur a été choisi dans un chapeau par un membre du public pour être le protagoniste de l'émission ; ensuite, il ou elle se voyait « confier une série d'actes de plus en plus impossibles à accomplir » qui pouvait impliquer des activités telles que des routines de danse complexes, la lutte, le chant et l'improvisation, selon un récit,. Elle a joué avec l'ensemble pendant deux ans avec des critiques positives. Dans une longue interview dans Exeunt Magazine, elle a décrit son travail au Secret Theatre comme lui donnant « la liberté de jouer ».
En 2015, elle est apparue dans The Mother au Ustinov Studio à Bath. En 2017, elle est apparue dans Cellmates au Hampstead Theatre dirigé par Edward Hall. Dans The Independent, Paul Taylor a écrit « Cara Horgan est délicieuse dans un double en tant que femme de chambre russe qui fait un duo avec Bourke dans ses interprétations martelées de « Danny Boy » pour ses ravisseurs et en tant qu'épouse d'un couple CND qui a un mariage gênant effondrement en aidant Blake lors de sa première nuit dehors ».

## Filmographie

### Cinéma
- 2004 : Rochester, le dernier des libertins : Troupe par intérim
- 2008 : Le Garçon au pyjama rayé : Marie
- 2010 : Lâches et monstres : Fun_girl73
- 2012 : La vidéo de mariage : Roxy
- 2014 : Couteau à steak : Sara
- 2017 : La Mort de Staline : Lidiya Timashuk
- 2017 : Désobéissance : Miss Scheinbourg

### Télévision
- 2005 : The Rotters' Club : Claire Newmann
- 2005 : Afterlife : Veronica Vass
- 2006 : The Romantics : Mary Shelley
- 2006 : Jane Eyre : Élisa Reed
- 2007 : Fallen Angel : Jeanne
- 2007 : Peep Show : Aurore
- 2008 : Affaires non classées : Anna Hollande
- 2008 : Mesdames et Messieurs : Emily
- 2008 : Inspecteur Lewis : Alice Wishart
- 2011 : Meurtres en sommeil : Lucy Christie
- 2011 : Londres, police judiciaire : Elisabeth Lerner
- 2012 : A Young Doctor's Notebook : Claire
- 2013 : Jo : Marie
- 2013 : Terrain d'entente : Suzi
- 2016 : Inspecteur Barnaby : Rachel Monkford
- 2018 : Genius: Picasso : Alice B. Toklas
- 2018 : A l'ouest de la Liberté : Johnson (6 épisodes)
- 2019 : Traitors : Rae Savit (4 épisodes)
- 2019 : Flack : Camille
- 2021 : Alex Rider : Polly Hudson
- 2021 : Meurtre en Provence : Elodie Liotta
- 2022 : Sandman : Zelda (3 épisodes)

## Théâtre
- 2008 : Hedda : Hedda
- 2009 : The House of Special Purpose : Olga
- 2009 : Pains of Youth : Iréna
- 2010 : Far Away : Jeanne
- 2011 : L'École de la médisance : Marie
- 2013 - 2015 : Secret Theatre
  - Woyzeck
  - Un tramway nommé Désir (A Streetcar Names Desire en VO
  - Pièce de chambre (Chamber Piece en VO)
  - Pays des paillettes (Glitterland en VO)
  - Une série d'actes de plus en plus impossibles (A Series of Increasingly Impossible Acts en VO)
  - Show 6
  - Un coup de poignard dans le noir (A Stab in the Dark)

- 2015 : La Mère : Elodie
- 2017 : Cellmates : Miranda / Zinaïda